# Robert Estivals
Robert Estivals, né le 5 novembre 1927 à Paris, et mort à Auxerre le 10 août 2016, est un chercheur en sciences de l'information et en linguistique français.

## Biographie
Très jeune, Robert Estivals rejoint le mouvement lettriste qu'il quitte en 1957.
À partir de 1958, il fonde plusieurs mouvements liés à l'avant-garde esthétique : l'ultralettrisme (1957) avec Villeglé et Dufrêne ; le signisme avec Altagor et Chomo (1959) ; le schématisme (1960). Il a quelques échanges épistolaires avec Guy Debord, notamment à travers les revues Grâmmes (22 septembre 1960) et la cinquième livraison de l'Internationale situationniste.
Sur le plan théorique, Estivals soutient d'abord une thèse en Histoire (1962) puis en Lettres (1971). Attaché de recherches au CNRS dès 1963, il dirige la collection « L'Avant-garde esthétique » chez Guy Le Prat puis fonde la Revue Schéma et Schématisation en 1967.
De 1968 à 1993, il enseigne à l'université Bordeaux III les sciences de l'information.
Durant cette période, il fonde en 1976 la Société de bibliologie et de schématisation et produit de nombreux essais autour des sciences de l'écrit et du livre qu'il appelle la « bibliologie ». Il est également président de l'Association internationale de bibliologie, qu'il a cofondée.
En 1993, il ouvre la Maison du Schématisme et de la Bibliologie à Noyers-sur-Serein.

## Écrits
- La Défense. Contribution à la théorie de la composition littéraire, Le Soleil noir, 1955.
- L'Élément plastique complément, 1957.
- Initiation à l'URSS, 1959.
- Le Dépôt légal sous l'ancien régime, de 1537 à 1791, Paris, Marcel Rivière, 1961.
- L'Avant-garde culturelle parisienne depuis 1945, 1962.
- L'Hypergraphie idéographique synthétique, 1964.
- La Statistique bibliographique de la France sous l'ancien régime au XVIIIe siècle, 1965.
- L'Avant-garde : étude historique des publications périodiques'', 1968.
- La Bibliométrie bibliographique, 1971.
- Un Sociocrate, 1974.
- Schémas pour la Bibliologie, 1978.
- La Bibliologie, 1978 ; éd. revue 1987  (ISBN 213-040-1910).
- Du Structuralisme au Schématisme, 1982.
- Le Livre dans le Monde, 1983.
- L'Évolution graphique des Plans de Paris, 1983  (ISBN 2-904581-006).
- Le Livre en France, la recherche et l'enseignement, 1984  (ISBN 2-7256-1088-5).
- La Dragogyne ou le schéma féminin, 1984.
- Jaurès et ses images, 1985.
- La Bibliologie, 1987.
- Théorie, méthodologie et recherche en bibliologie, Bibliothèque nationale, 1991.
- Les Sciences de l'écrit, 1993.
- Petite anthologie francophone de la bibliologie, 1993.
- Communication fonctionnelle dans l'entreprise, 1996.
- Thesaurus de la bibliologie, 1999.
- Théorie du schéma graphique, 2000  (ISBN 2-904581-85-5).
- Le Schématisme, 2002  (ISBN 2-904-581-16-2).
- Biographie, bibliographie, bibliométrie et bibliotique, 2002.
- Théorie générale de la schématisation 1 - Epistémologie des sciences cognitives, 2002.
- Théorie générale de la schématisation 2 - Sémiotique du schéma, 2003.
- Théorie générale de la schématisation 3 - Théorie de la communication, 2003.
- Le Signisme : la génération du signe. 1945-1968 : lettrisme, ultra-lettrisme, signisme, internationale situationniste, schématisme, 2007.
- Les Écoles du schématisme et de la schématologie, 2007.
- La Bibliologie scientifique, 2009.
- De l'avant-garde à la crise - L'évolution de l'art moderne et contemporain,2009.
- La bibliographie scientifique et l'école internationale de bibliologie - Schéma et schématisation, 2010.
- La production des imprimés en langues régionales en France - Revue de bibliologie n°74, 2011.
- Hommage international à Elena Savova - D'un siècle à l'autre : de Marx à la bibliologie, 2012.
- L'écrit informatisé - Revue de bibliologie n°76", 2012.
- Le cycle interséculaire du libéralisme et du communisme - Vers la lutte finale ? - Revue de bibliologie n°79, 2013.
- La lutte finale et la bibliologie africaine - Revue de bibliologie n°80, 2014.
- Le cycle interséculaire du libéralisme et du communisme (XVIIIe – XXIe siècles) - Revue de bibliologie n°83, 2016[5].